# Епархия Ачерры
Епархия Ачерры (лат. Dioecesis Acerrarum, итал. Diocesi di Acerra) — епархия Римско-католической церкви, в составе митрополии Неаполя, входящей в церковную область Кампании. Правящий епископ — Антонио Ди Донна.

## История
Уже в XI веке христианство появилось в муниципии Ачерра.